# Víctor Mendoza
Víctor Eduardo Mendoza (Portoviejo, 24 augustus 1961) is een voormalig profvoetballer uit Ecuador, die speelde als doelman.

## Clubcarrière
Mendoza kwam onder meer uit voor Barcelona Sporting Club. Met die club werd hij zesmaal landskampioen. Mendoza beëindigde zijn carrière in 1998.

## Interlandcarrière
Mendoza speelde vier interlands voor Ecuador in de periode 1989-1993. Onder leiding van de Montenegrijnse bondscoach Dušan Drašković maakte hij zijn debuut op 20 juni 1989 in de vriendschappelijke wedstrijd in Port of Spain tegen Peru, die met 2-1 werd verloren. Mendoza nam met zijn vaderland deel aan twee edities van de strijd om de Copa América: 1989 en 1993. Zijn voornaamste concurrent bij de nationale ploeg was Carlos Luis Morales.

## Erelijst
Barcelona SC
- Campeonato Ecuatoriano

1985, 1987, 1989, 1991, 1995, 1997